# Atlantis (canción de Bridgit Mendler)
«Atlantis» es una canción interpretada por la actriz y cantante estadounidense Bridgit Mendler, lanzada como el sencillo oficial de su EP Nemesis a través de Black Box Media Agency el 26 de agosto de 2016. La canción es considerada ampliamente como escrita a causa de la ruptura de Mendler de su antiguo novio Shane Harper. que se estrenó el 18 de noviembre de 2016 por Black Box Records.

## Escritura y composición
La escritura del sencillo comenzó en julio de 2016 después de que Bridgit firmara un contrato discográfico con Black Box Records, después de haber pertenecido desde 2012 a la discográfica Hollywood Records de Disney Music Group. La canción fue escrita por la propia Bridgit Mendler en colaboración con Spencer Bastian, Mischa Chillak y Kaiydo, quienes participaron igualmente en la escritura de Nemesis, el EP de donde proviene la canción. Finalmente el sencillo se lanzó de manera oficial el 26 de agosto de 2016 a través de Spotify y iTunes en formato de descarga digital, poco después se lanzaría el video oficial del sencillo en Youtube en la cuenta oficial de Vevo de Bridgit el 16 de septiembre de ese año.

## Lista de canciones
| Descarga digital |            |          |  |
| N.º              | Título     | Duración |  |
| 1.               | «Atlantis» | 3:50     |  |